# Amplitron

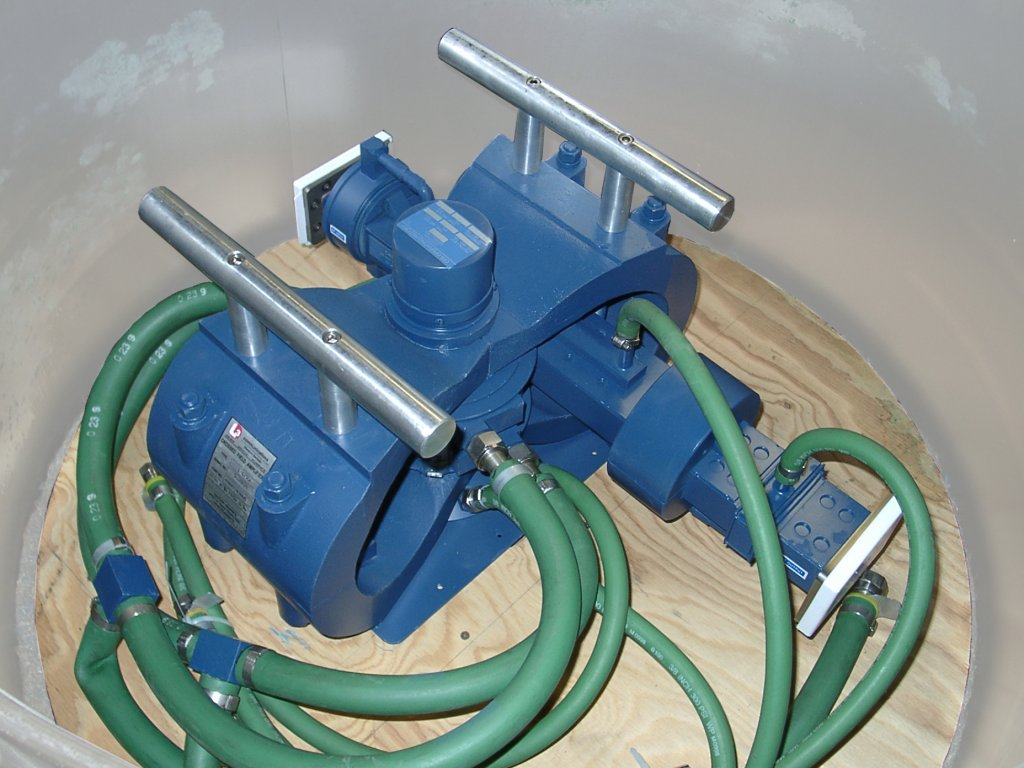
Wassergekühltes Amplitron L−4756A im Transportbehälter; zu sehen ist der symmetrische Dauermagnet, an dem die Tragegriffe angebracht sind, sowie links oben und rechts unten die Rechteck-Hohlleiter-Ports

Das Amplitron ist eine spezielle Elektronenröhre, welche im Mikrowellenbereich als Leistungsverstärker eingesetzt wird. Sie gehört zur Gruppe der Laufzeitröhren, bei denen die Elektronenströmung mit einer längs einer Verzögerungsleitung laufenden elektromagnetischen Welle in Wechselwirkung tritt. Das Amplitron ähnelt in seinem Aufbau dem Magnetron, ist aber so konstruiert, dass es nicht als Oszillator eingesetzt werden kann. 

## Bezeichnungen
Für das Amplitron werden in der Literatur folgende Bezeichnungen verwendet, die manchmal auch unterschiedliche Einsatzzwecke markieren:
- Kreuzfeldverstärker (englisch crossed field amplifier, kurz CFA) ist der funktionsbezeichnende Oberbegriff für verstärkende Laufzeitröhren mit quer zum Elektronenstrom gerichteten Magnetfeld.
- Platinotron (von griechisch platino - Plateau) ist der ursprüngliche Oberbegriff für CFA.
- Amplitron CFA als schaltbarer Leistungsverstärker. Die Bezeichnung Amplitron ist ein Markenzeichen der Raytheon Manufacturing Company.
- Stabilotron: Sonderform des Amplitrons mit Rückkopplung und Resonanzkreis als stabiler HF-Generator.

Die Bezeichnung als Magnetronverstärker ist ein Trivialname.

## Aufbau und Funktion

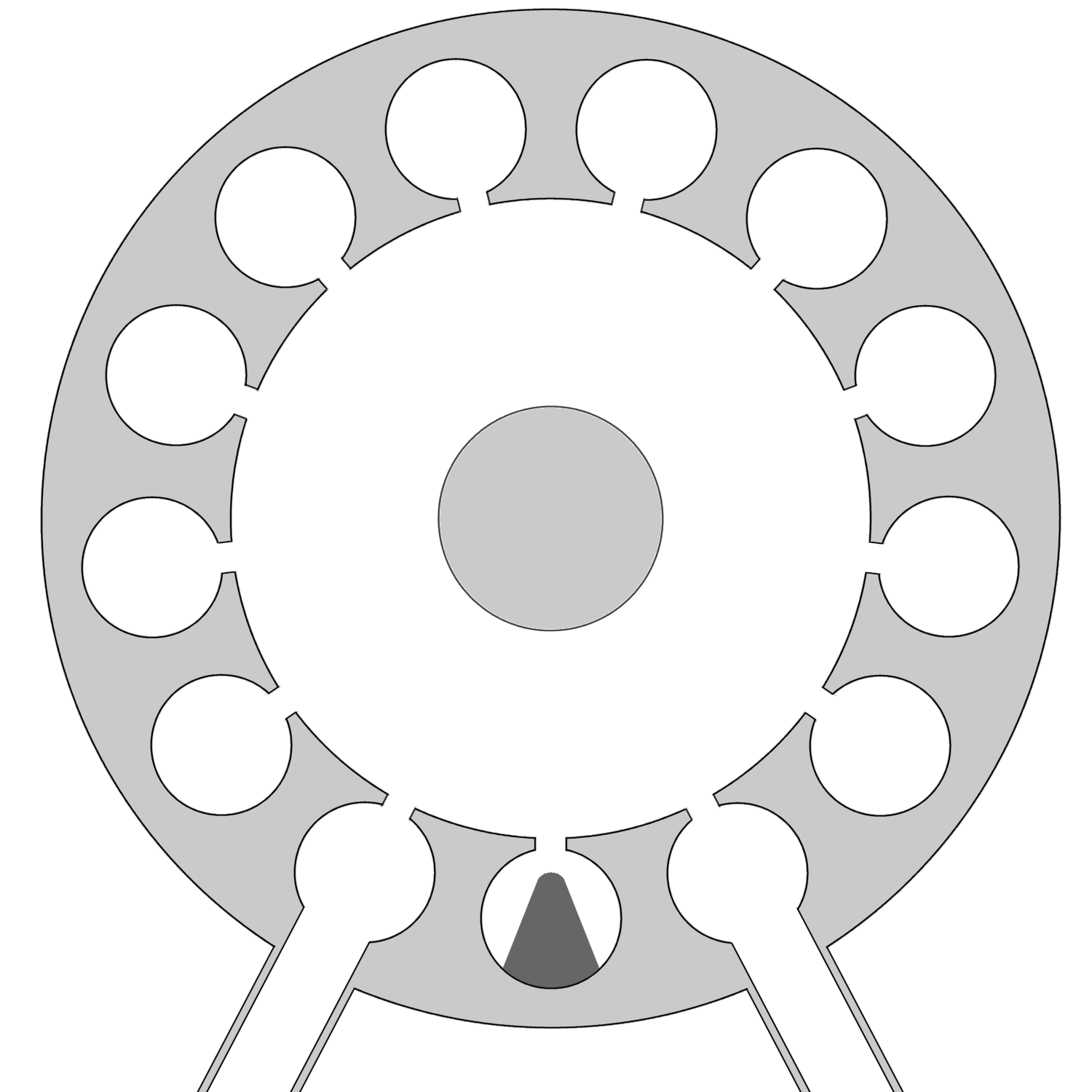
Prinzipieller Aufbau eines Amplitrons, Ein- und Auskopplung erfolgt hier mittels Hohlleiter

Der wesentliche Unterschied zwischen Magnetron und Amplitron besteht darin, dass das Amplitron eine ungerade Anzahl von Resonatoren an der Anode aufweist und kein geschlossenes Verzögerungssystem mit nur einem Ausgang hat, sondern sowohl über einen Eingang als auch einen Ausgang verfügt.
Der Raum zwischen Kathode und Anode wird Laufraum genannt. Parallel zur Kathode befindet sich ein kräftiges magnetische Feld eines Permanentmagneten. In dem Laufraum wirken das elektrostatische Feld der Anodenspannung und das magnetische Feld des Permanentmagneten auf die Elektronen. Da dessen magnetische Kraftlinien senkrecht auf die elektrostatischen Kraftlinien zwischen Anode und Kathode zeigen, diese also kreuzen, heißt diese Röhre auch Kreuzfeldverstärker.
Auf Grund der Ablenkung durch das magnetische Feld bewegen sich die Elektronen nicht auf dem kürzesten Weg zur Anode, sondern auf mehr kreisförmigen Bahnen etwa parallel zu der Verzögerungsleitung. Die zu verstärkende Hochfrequenz ist nun so hoch, dass die Elektronen trotz ihrer Beschleunigung durch das elektrostatische Feld zu langsam sind, um innerhalb einer Periode der Schwingung die Anode zu erreichen.
Die am Eingang angelegte Hochfrequenz überlagert sich mit ihrer Spannung der Hochspannung. Die Elektronen werden nun abhängig von der momentanen Amplitude der Hochfrequenz mal gebremst (negative Halbwelle der Schwingung), mal zusätzlich beschleunigt (positive Halbwelle). Deshalb existieren im Laufraum nun Elektronen mit unterschiedlicher Geschwindigkeit. Die langsameren Elektronen werden durch die schnelleren eingeholt und so bilden sich starke Elektronenpakete, welche nun Energie im Takt der Hochfrequenz an die Verzögerungsleitung abgeben können. Am Ausgang kann nun das verstärkte hochfrequente Signal abgegriffen werden.
Als Kathode werden auch kalte Platinelektroden verwendet; sie arbeiten aufgrund von Sekundärelektronenemission und besitzen gegenüber Glühkathoden den Vorteil einer wesentlich höheren Lebensdauer (geringere Abdampfrate) und einer Unempfindlichkeit gegenüber dem Bombardement mit Restgasionen. Es werden Lebensdauern bis etwa 20.000 h erreicht.
Wird die Anodenspannung (Hochspannung bis etwa 60 kV) des Amplitrons abgeschaltet, wird das Eingangssignal unverstärkt und leicht bedämpft an den Ausgang geleitet. Somit kann durch Schalten beziehungsweise Variation der Hochspannung die Leistung des Verstärkers moduliert werden. Das Schalten der Hochspannung kann mit Thyratrons oder Schalt-Trioden erfolgen.
Amplitrons haben ähnlich hohe Wirkungsgrade wie Magnetrons (22 bis über 70 %) und besitzen als HF-Generator (Kombination Oszillator - Verstärker oder über einen Resonanzkreis rückgekoppelt) gegenüber jenen ein geringeres Phasen- bzw. Frequenz-Jitter.
Amplitrons können auf schlecht angepasste Lasten arbeiten (siehe Stehwellenverhältnis): während bei anderen Mikrowellengeneratoren von der Last reflektierte Wellen zu erhöhter Verlustleistung oder Phasenfehlern führen, passieren diese das Amplitron rückwärts und verlassen es über dessen Eingang. Vor diesem können sie mit einem Richtkoppler / Zirkulator ausgekoppelt und bedämpft werden.

## Verwendung
Amplitrons werden gepulst als Hochfrequenzverstärker (etwa 100 MHz bis über 10 GHz) in Radargeräten und Teilchenbeschleunigern eingesetzt. Sie können Pulsleistungen von mehreren Megawatt und Dauerleistungen von mehreren 100 kW erzeugen und besitzen gegenüber Klystron-Verstärkern den Vorteil geringerer Frequenz- und Phasenabweichungen bei Änderungen der Anodenspannung, was ihre Modulierbarkeit erleichtert.
Modulierte Amplitrons (CFA) werden zur Datenkommunikation in der Raumfahrt eingesetzt.
Weiterhin werden sie im kontinuierlichen Betrieb für industrielle Zwecke eingesetzt (Heizzwecke, Plasmaanregung).